# Solanum grayi
Solanum grayi là loài thực vật có hoa trong họ Cà. Loài này được Rose miêu tả khoa học đầu tiên năm 1891.